# Борџија
Борџија (шп. Borja; итал. Borgia) била је шпанска племићка породица, поријеклом из Арагона. Најпознатији представник је био Родриго Борџија односно папа Александар VI. Борџије су владале градом Гандија у провинцији Валенсија. Породица се у 15. вијеку преселила у Рим. У историји Борџије су остале запамћене по разврату, скандалима и убиствима.